# NHL Winter Classic 2012

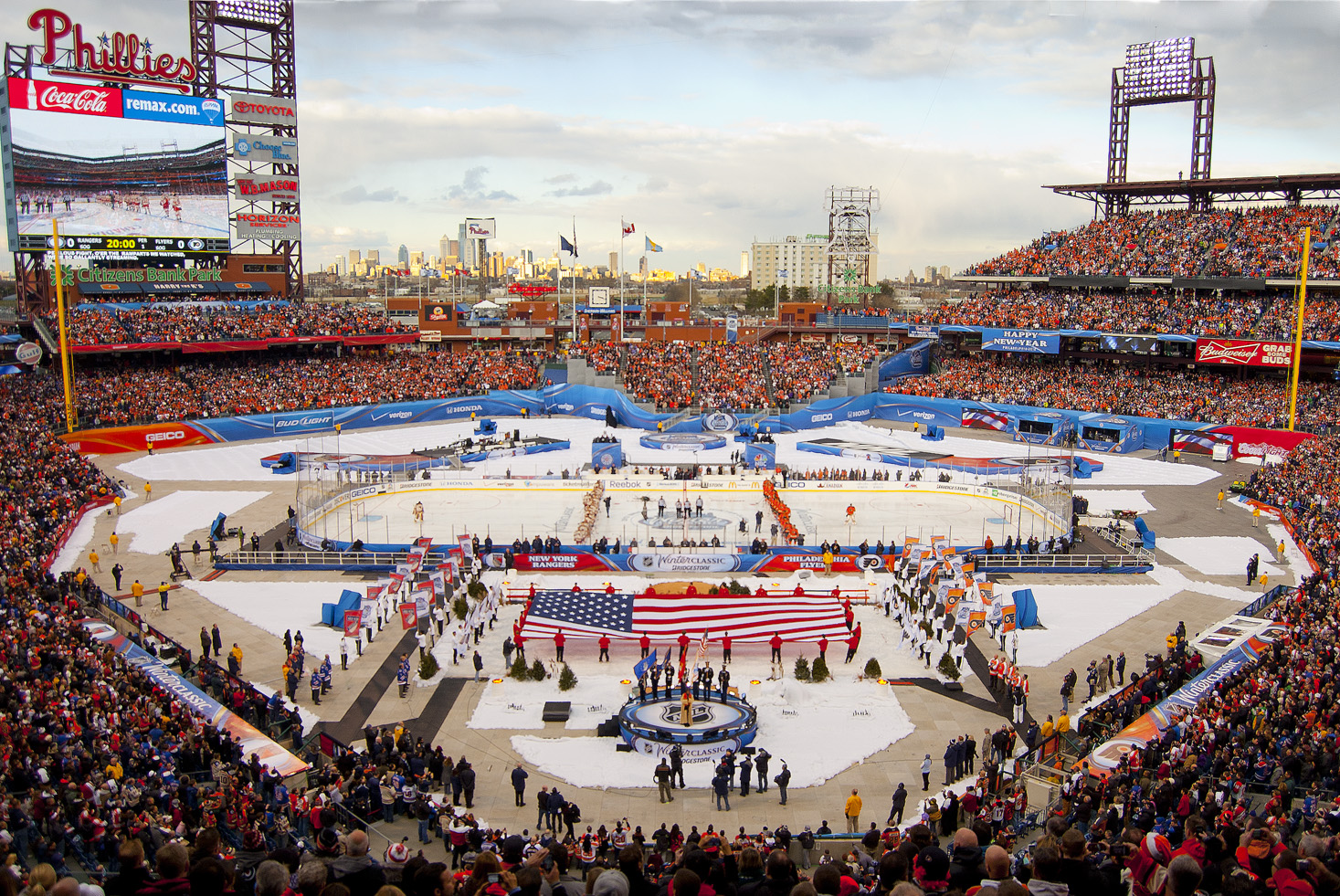
Citizens Bank Park stod värd för sportarrangemanget.

Bridgestone NHL Winter Classic 2012 var ett sportarrangemang i den nordamerikanska ishockeyligan National Hockey League (NHL) där en grundspelsmatch spelades utomhus mellan Philadelphia Flyers och New York Rangers på Citizens Bank Park i Philadelphia, Pennsylvania i USA den 2 januari 2012.

## Matchen

### Laguppställningarna
| Vänsterforwards    | Centrar           | Högerforwards   |
| ------------------ | ----------------- | --------------- |
| Scott Hartnell     | Claude Giroux (A) | Jaromír Jágr    |
| Matt Read          | Daniel Brière (A) | Wayne Simmonds  |
| James van Riemsdyk | Maxime Talbot     | Jakub Voráček   |
| Harry Zolnierczyk  | Sean Couturier    | Brayden Schenn  |
| Backar             |                   | Backar          |
| Kimmo Timonen (A)  |                   | Braydon Coburn  |
| Marc-André Bourdon |                   | Matthew Carle   |
| Andreas Lilja      |                   | Andrej Meszároš |
|                    | Målvakter         |                 |
|                    | Sergej Bobrovskij |                 |
|                    | Ilja Bryzgalov    |                 |
|                    | Tränare           |                 |
|                    | Peter Laviolette  |                 |

| Vänsterforwards   | Centrar           | Högerforwards     |
| ----------------- | ----------------- | ----------------- |
| Artjom Anisimov   | Derek Stepan      | Marián Gáborík    |
| Carl Hagelin      | Brad Richards (A) | Ryan Callahan (C) |
| Brandon Dubinsky  | Brian Boyle       | John Mitchell     |
| Ruslan Fedotenko  | Mike Rupp         | Brandon Prust     |
| Backar            |                   | Backar            |
| Ryan McDonagh     |                   | Daniel Girardi    |
| Michael Del Zotto |                   | Anton Strålman    |
| Marc Staal (A)    |                   | Stu Bickel        |
|                   | Målvakter         |                   |
|                   | Henrik Lundqvist  |                   |
|                   | Martin Biron      |                   |
|                   | Tränare           |                   |
|                   | John Tortorella   |                   |

### Resultatet
|  | 2 januari 2012 | Philadelphia Flyers | 2 – 3 | New York Rangers | Citizens Bank Park | |
|  |                | Första perioden: — Andra perioden: Brayden Schenn (12:26) Assist: Carle Claude Giroux (14:21) Assists: Talbot, Hartnell Tredje perioden: — |       | Första perioden: — Andra perioden: (14:51) Mike Rupp Assists: Prust, Mitchell Tredje perioden: (2:41) Mike Rupp Assists: Prust, Mitchell (5:21) Brad Richards Assists: Dubinsky, Callahan | Philadelphia, Pennsylvania, USA Publik: 46 967 Domare: Dennis LaRue, Ian Walsh Linjedomare: Jean Morin, Pierre Racicot | Philadelphia, Pennsylvania, USA Publik: 46 967 Domare: Dennis LaRue, Ian Walsh Linjedomare: Jean Morin, Pierre Racicot |
|  |                | |       | | Philadelphia, Pennsylvania, USA Publik: 46 967 Domare: Dennis LaRue, Ian Walsh Linjedomare: Jean Morin, Pierre Racicot | Philadelphia, Pennsylvania, USA Publik: 46 967 Domare: Dennis LaRue, Ian Walsh Linjedomare: Jean Morin, Pierre Racicot |
|  |                | |       | | Philadelphia, Pennsylvania, USA Publik: 46 967 Domare: Dennis LaRue, Ian Walsh Linjedomare: Jean Morin, Pierre Racicot | Philadelphia, Pennsylvania, USA Publik: 46 967 Domare: Dennis LaRue, Ian Walsh Linjedomare: Jean Morin, Pierre Racicot |

#### Matchstatistik
|                     | Philadelphia Flyers | New York Rangers |
| ------------------- | ------------------- | ---------------- |
| Powerplay           | 0/2                 | 0/1              |
| Tacklingar          | 41                  | 50               |
| Vunna tekningar (%) | 56                  | 44               |
| Blockerade skott    | 8                   | 20               |
| Utvisningsminuter   | 16                  | 6                |

| Period | Philadelphia Flyers | New York Rangers |
| ------ | ------------------- | ---------------- |
| Första | 12                  | 9                |
| Andra  | 14                  | 8                |
| Tredje | 10                  | 16               |
| Totalt | 36                  | 33               |

#### Utvisningar
| Spelare         | Utvisning       | Utvisningsminuter | Tid             |
| Första perioden | Första perioden | Första perioden   | Första perioden |
| --------------- | --------------- | ----------------- | --------------- |
| Matthew Carle   | Slashing        | 2:00              | 16:58           |
| Andra perioden  |                 |                   |                 |
| Tredje perioden |                 |                   |                 |
| Kimmo Timonen   | Interference    | 2:00              | 14:48           |
| Scott Hartnell  | Cross checking  | 2:00              | 20:00           |
| Scott Hartnell  | Matchstraff     | 10:00             | 20:00           |
| Källa:          |                 |                   |                 |

| Spelare                                            | Utvisning               | Utvisningsminuter | Tid             |
| Första perioden                                    | Första perioden         | Första perioden   | Första perioden |
| -------------------------------------------------- | ----------------------- | ----------------- | --------------- |
| Brad Richards                                      | Tripping                | 2:00              | 17:47           |
| Andra perioden                                     |                         |                   |                 |
| Tredje perioden                                    |                         |                   |                 |
| Ryan McDonagh                                      | Delay of game           | 2:00              | 14:48           |
| Ryan Callahan                                      | Holding the stick       | 2:00              | 18:54           |
| Ryan McDonagh                                      | Covering puck in crease | 2:00              | 19:40           |
| Termer: Förseelser som leder till utvisningsstraff |                         |                   |                 |

### Statistik

#### Philadelphia Flyers

##### Utespelare
| Spelare            | Mål | Assist | Poäng | +/− | Utvisningsminuter | Skott | Vunna tekningar (%) | Tacklingar | Tid på isen |
| ------------------ | --- | ------ | ----- | --- | ----------------- | ----- | ------------------- | ---------- | ----------- |
| Claude Giroux      | 1   | 0      | 1     | 0   | 0                 | 3     | 55                  | 3          | 23:23       |
| Brayden Schenn     | 1   | 0      | 1     | +1  | 0                 | 3     | 75                  | 3          | 13:06       |
| Matthew Carle      | 0   | 1      | 1     | 0   | 2                 | 5     | —                   | 2          | 24:42       |
| Scott Hartnell     | 0   | 1      | 1     | 0   | 12                | 3     | —                   | 13         | 22:06       |
| Maxime Talbot      | 0   | 1      | 1     | +1  | 0                 | 1     | 50                  | 0          | 14:30       |
| Marc-André Bourdon | 0   | 0      | 0     | -1  | 0                 | 1     | —                   | 0          | 18:29       |
| Daniel Brière      | 0   | 0      | 0     | -1  | 0                 | 4     | 37                  | 2          | 19:08       |
| Braydon Coburn     | 0   | 0      | 0     | +1  | 0                 | 5     | —                   | 5          | 22:37       |
| Sean Couturier     | 0   | 0      | 0     | -1  | 0                 | 0     | 71                  | 1          | 7:09        |
| Jaromír Jágr       | 0   | 0      | 0     | 0   | 0                 | 1     | —                   | 0          | 7:09        |
| Andreas Lilja      | 0   | 0      | 0     | -2  | 0                 | 1     | —                   | 1          | 11:18       |
| Andrej Meszároš    | 0   | 0      | 0     | -1  | 0                 | 1     | —                   | 1          | 18:58       |
| Matt Read          | 0   | 0      | 0     | -1  | 0                 | 1     | —                   | 2          | 16:56       |
| Wayne Simmonds     | 0   | 0      | 0     | -1  | 0                 | 0     | —                   | 2          | 18:13       |
| Kimmo Timonen      | 0   | 0      | 0     | +1  | 2                 | 1     | —                   | 1          | 21:50       |
| James van Riemsdyk | 0   | 0      | 0     | -1  | 0                 | 3     | —                   | 2          | 13:28       |
| Jakub Voráček      | 0   | 0      | 0     | +1  | 0                 | 2     | —                   | 0          | 18:30       |
| Harry Zolnierczyk  | 0   | 0      | 0     | -1  | 0                 | 1     | —                   | 3          | 6:42        |
| Källa:             |     |        |       |     |                   |       |                     |            |             |

##### Målvakt
| Spelare           | Skott mot sig | Räddningar | Insläppta mål | Räddningsprocent | Utvisningsminuter | Tid på isen |
| ----------------- | ------------- | ---------- | ------------- | ---------------- | ----------------- | ----------- |
| Sergej Bobrovskij | 33            | 30         | 3             | 0,909            | 0                 | 58:40       |
| Källa:            |               |            |               |                  |                   |             |

#### New York Rangers

##### Utespelare
| Spelare           | Mål | Assist | Poäng | +/− | Utvisningsminuter | Skott | Vunna tekningar (%) | Tacklingar | Tid på isen |
| ----------------- | --- | ------ | ----- | --- | ----------------- | ----- | ------------------- | ---------- | ----------- |
| Mike Rupp         | 2   | 0      | 2     | +2  | 0                 | 2     | —                   | 3          | 7:34        |
| John Mitchell     | 0   | 2      | 2     | +2  | 0                 | 0     | 0                   | 2          | 11:07       |
| Brandon Prust     | 0   | 2      | 2     | +2  | 0                 | 0     | —                   | 4          | 8:31        |
| Brad Richards     | 1   | 0      | 1     | 0   | 2                 | 4     | 47                  | 0          | 15:59       |
| Ryan Callahan     | 0   | 1      | 1     | +1  | 2                 | 2     | —                   | 11         | 17:21       |
| Brandon Dubinsky  | 0   | 1      | 1     | +1  | 0                 | 3     | 100                 | 10         | 18:30       |
| Artjom Anisimov   | 0   | 0      | 0     | -1  | 0                 | 3     | 36                  | 1          | 16:54       |
| Stu Bickel        | 0   | 0      | 0     | +1  | 0                 | 0     | —                   | 0          | 8:17        |
| Brian Boyle       | 0   | 0      | 0     | 0   | 0                 | 1     | 59                  | 3          | 17:06       |
| Michael Del Zotto | 0   | 0      | 0     | 0   | 0                 | 1     | —                   | 0          | 21:53       |
| Ruslan Fedotenko  | 0   | 0      | 0     | -1  | 0                 | 0     | 50                  | 0          | 10:18       |
| Marián Gáborík    | 0   | 0      | 0     | -1  | 0                 | 4     | —                   | 3          | 18:39       |
| Daniel Girardi    | 0   | 0      | 0     | 0   | 0                 | 3     | —                   | 4          | 28:35       |
| Carl Hagelin      | 0   | 0      | 0     | -1  | 0                 | 5     | —                   | 2          | 13:46       |
| Ryan McDonagh     | 0   | 0      | 0     | 0   | 2                 | 4     | —                   | 3          | 25:57       |
| Marc Staal        | 0   | 0      | 0     | +1  | 0                 | 0     | —                   | 1          | 12:41       |
| Derek Stepan      | 0   | 0      | 0     | -1  | 0                 | 0     | 18                  | 2          | 19:07       |
| Anton Strålman    | 0   | 0      | 0     | 0   | 0                 | 1     | —                   | 1          | 22:39       |
| Källa:            |     |        |       |     |                   |       |                     |            |             |

##### Målvakt
| Spelare          | Skott mot sig | Räddningar | Insläppta mål | Räddningsprocent | Utvisningsminuter | Tid på isen |
| ---------------- | ------------- | ---------- | ------------- | ---------------- | ----------------- | ----------- |
| Henrik Lundqvist | 36            | 34         | 2             | 0,944            | 0                 | 60:00       |
| Källa:           |               |            |               |                  |                   |             |